# Clotilde Luisi
Clotilde Luisi   (Paysandú, 24 de juliol de 1882 - Roma, 1969) va ser una advocada, professora, dramaturga i activista feminista uruguaiana.

## Biografia
Clotilde era filla de María Teresa Josefina Janicki (filla de polonesos exiliats a França) i d'Ángel Luisi Pisano (italià qui va portar a Amèrica les seves idees maçòniques de llibertat, igualtat i fraternitat). Acabats de casar, van arribar el 1872 a Entre Ríos (Argentina) i el 1878 a Paysandú (Uruguai). El 1887 es van instal·lar a Montevideo.
La família Luisi-Janicki van ser treballadors i educadors que es van desenvolupar en un ambient de resistència i rebel·lia, de pensament molt liberal per l'època. Totes les seves filles van estudiar magisteri i algunes d'elles van seguir carreres universitàries sent de les primeres dones professionals, com Paulina Luisi i Luisa Luisi.
Clotilde va ser la primera dona uruguaiana que va cursar estudis a la Facultat de Dret de la Universitat de la República, ingressant el 1906 i obtenint el títol d'advocada el 1911. Un cop graduada, se li va assignar un càrrec en la càtedra de Dret romà i Història del dret el 25 de juliol de 1912, sent la primera dona qui va conformar el cos docent de la mateixa Facultat.
Com a estudiant universitària va estar vinculada a la revista estudiantil Evolució, on publica diversos articles sobre moral, dret i criminalitat.
El 1909 publica diversos poemes a la revista Bohemia. Més tard, el 1929, també publica diversos poemes a la revista La Pluma. També, entre els anys 1943 i 1950, publica crítiques d'art per a la revista Alfar i Escritura. Aquestes revistes eren de gran rellevància per a l'àmbit cultural de l'època.
En qualitat d'estudiant, va representar l'Uruguai en el Congrés Internacional d'Estudiants Americans de 1908, dut a terme a Montevideo, i sent l'única dona a participar de les activitats. Va tenir un paper rellevant al Congrés i va proposar la creació de la Lliga d'Estudiants Americans, sota l'objectiu de consolidar una xarxa entre els diversos pobles. La Lliga és creada sota les propostes de Clotilde, sota la idea de poder realitzar trobades periòdiques en diferents ciutats d'Amèrica. El primer president de la Lliga va ser Héctor Miranda, i la seva primera seu va ser Montevideo. La Lliga es va dissoldre el 1914.
Anteriorment havia ingressat a l'Institut Normal de Senyoretes, on obté el títol de mestra.
Va ser a més docent de nens sordmuts. Havia rebut formació a Buenos Aires, a l'Institut de Nens Sordmuts, gràcies a l'obtenció d'una beca que li va permetre dur endavant els seus estudis. Va representar l'Uruguai en el Congrés de Professors de Sordmuts realitzat a Roma.
Entre 1913 i 1919, va ser la directora de la Secció d'Ensenyament Secundari i Preparatòria de Dones, creada el 1913 i que tenia per objectiu la formació i ensenyament del cicle bàsic i superior a dones.
El 1938 s'estrena la seva obra de teatre Juguetes en el teatre independent argentí Teatro del Pueblo i que va ser dirigida per Leónidas Barletta.
En 1943 estrena l'obra Simfonia dels herois: L'artista i l'home, en coautoria amb José María Podestá. Va ser representada per Margarida Xirgu i es va destacar per posseir un fort contingut ideològic. També en coautoria, va publicar el 1949 Una dona que treu el cap per la finestra, que després seria interpretada per la Comèdia Nacional.
Luisi es va exercir com diplomàtica de l'Uruguai a Europa junt amb el seu espòs, el crític José María Podestá. Mor a Itàlia, on s'exercia com diplomàtica a l'ambaixada de Roma.
Va escriure i va traduir treballs sobre història i filosofia.

## Obres
- Curso de moral. Jules Payot (traducció, 1906).
- Juguetes (obra dramàtica, junt amb José María Podestá, 1938).
- La fragua (obra dramàtica, junt amb José María Podestá, 1938).
- Sinfonía de los héroes: El artista y el hombre (obra dramàtica, junt amb José María Podestá, 1943).
- Una mujer que se asoma por la ventana (obra dramàtica, junt amb José María Podestá, 1949).
- Regreso y otros cuentos (1953).
- Reencuentro (Obra dramàtica, junt amb José Maía Podeestá) (1955).[17]
- Treinta jóvenes poetas italianos (junt amb on José María Podestá, 1958).